# Памятник С. О. Макарову (Кронштадт)
Па́мятник адмира́лу С. О. Мака́рову в Кроншта́дте — монумент, воздвигнутый в 1913 году в честь русского флотоводца, океанографа, полярного исследователя, кораблестроителя и вице-адмирала Степана Осиповича Макарова. Автор проекта памятника — скульптор Л. В. Шервуд. Памятник находится на Якорной площади перед Морским собором в Кронштадте.

## История создания
В 1910 году на собрании, посвящённом памяти вице-адмирала С. О. Макарова, был образован комитет по сбору пожертвований для постройки памятника, которые составили 1/4 от всех видов жалования команд и экипажей в течение года. Был принят проект скульптора Л. В. Шервуда, а местом установки памятника выбрали Якорную площадь в Кронштадте перед Морским собором.
Скульптура С. О. Макарова была отлита из бронзы в бронзово-литейном заведении Карла Робекки в Санкт-Петербурге. Здесь также были изготовлены барельефы.
Гранитная скала, на которой установлен скульптурный портрет вице-адмирала, предназначалась для статуи Апостола Павла на ограду Воронихинского сквера, но баржа, на которой её транспортировали из Выборга в Санкт-Петербург, затонула в Выборгском заливе. Стошестидесятитонную скалу, пролежавшую на дне более ста лет, извлекли из воды и освятили в 1911 году по приказу Николая II. При транспортировке верхняя часть глыбы откололась. В июне 1913 года скалу установили в Петровском парке недалеко от зимней пристани.
Для установки пьедестала была подготовлена база, облицованная мрамором.
Якорные цепи и якоря, составляющие ограду памятника, были отпущены со складов Кронштадтского военного порта.
24 июля (6 августа)  1913 года памятник был открыт в присутствии Николая II.

## Размеры и композиция
Спи, северный витязь,

спи, честный боец,

Безвременно взятый кончиной.

Не лавры победы —

терновый венец

Ты принял

с бесстрашной дружиной.

Твой гроб — броненосец,

могила твоя —

Холодная глубь океана.

И верных матросов родная семья —

Твоя вековая охрана.

Делившие лавры, отныне с тобой

Они разделяют и вечный покой.

Ревнивое море не выдаст земле

Любившего море героя,

В глубокой могиле,

в таинственной мгле

Лелея его и покоя…

И ветер споет панихиду над ним,

Заплачут дождём ураганы,

И саван расстелют

покровом густым

Над морем ночные туманы.

И тучи, нахмурясь,

последний салют

Громов грохотаньем

ему отдадут…
Высота скульптуры — 3,55 м, высота постамента — 5 м.
Памятник выполнен с необычайной экспрессией. Кажется, что С. О. Макаров вот-вот сделает шаг и пойдёт быстрой и решительной походкой.
На трёх сторонах постамента находятся барельефы, посвящённые этапам жизни С. О. Макарова. Барельеф с левой стороны изображает взрыв турецкого судна во время Русско-Турецкой войны. 14 января 1878 года С. О. Макаров провёл первую успешную в истории минного оружия атаку торпедными катерами на внешнем Батумском рейде. В результате был потоплен вражеский корабль «Интибах». Второй барельеф изображает арктическое плавание ледокола «Ермак», сконструированного и построенного под руководством вице-адмирала. На третьем изображён взрыв подорвавшегося на мине броненосца «Петропавловск», во время которого погиб С. О. Макаров.
С. О. Макаров стоит, преодолевая ветер, о чём говорят развивающиеся полы его шинели. У его ног вздымается бронзовая морская волна, символизирующая японского дракона и увлекающая его в морскую пучину.
Правую руку С. О. Макаров опустил в карман шинели, а левой, застывшей в воздухе, как бы показывает курс корабля или цель своей эскадры.
С правой части памятника на бронзе выбиты стихи. Первоначально их автор был неизвестен, но позже из переписки Ц. А. Кюи удалось установить, что это Е. Дмитриев, хотя на авторство и сегодня претендует кадет О. Лобановский из Владимирского Киевского кадетского корпуса.
У подножия памятника принимают присягу молодые моряки.

Барельефы на памятнике адмиралу Макарову
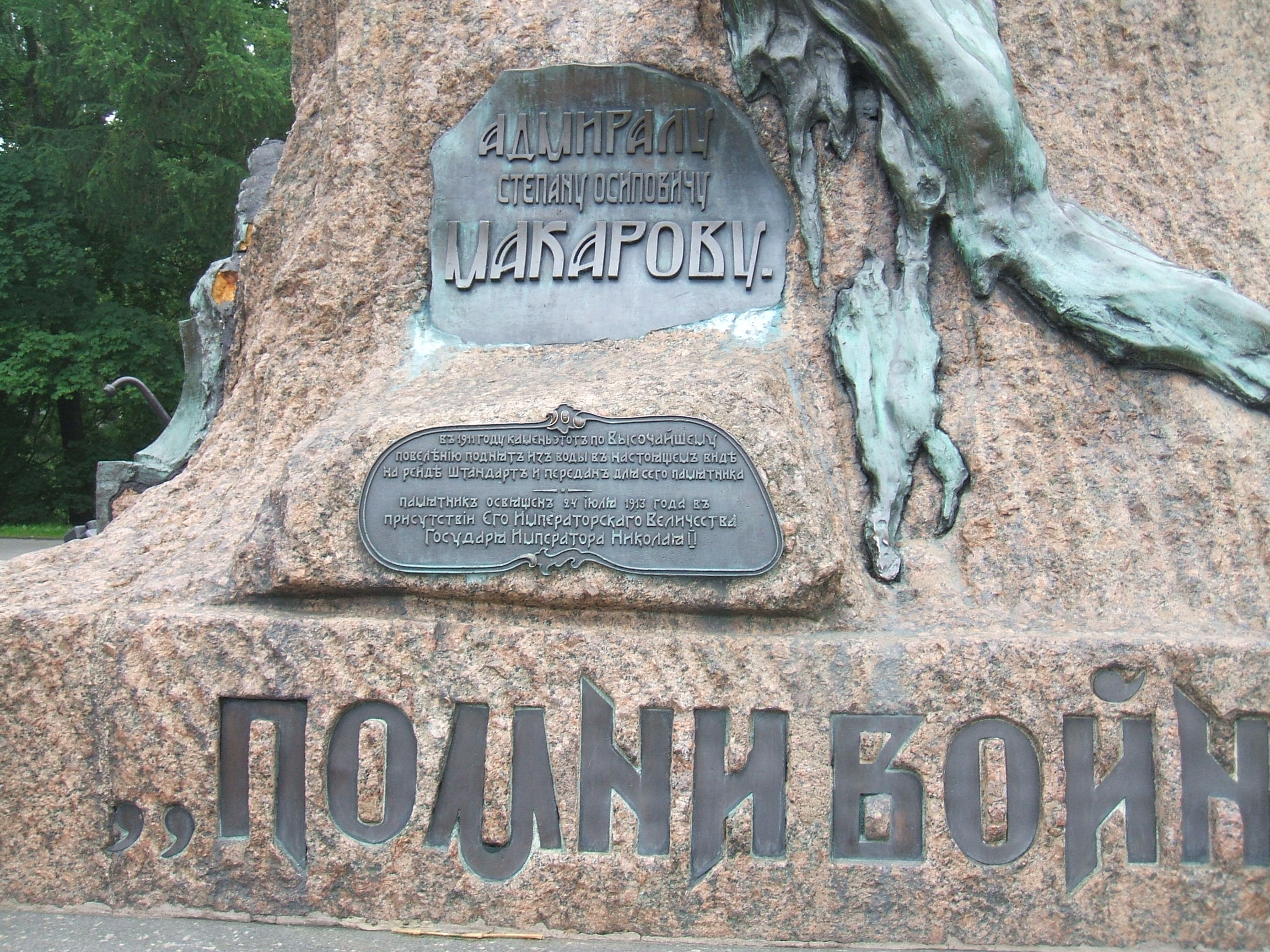
Помни войну
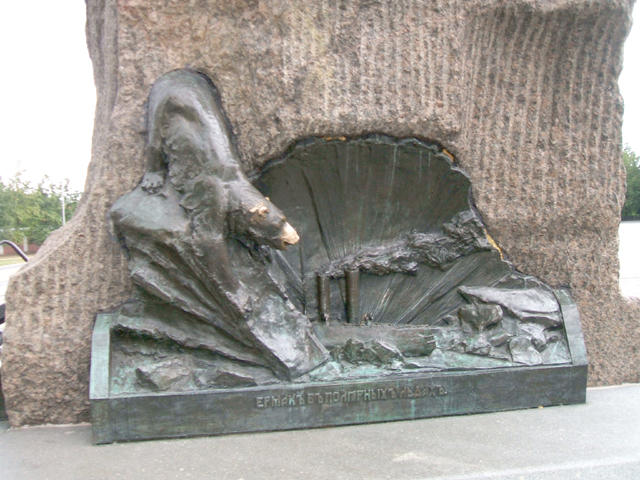
Арктическое плавание ледокола «Ермак»
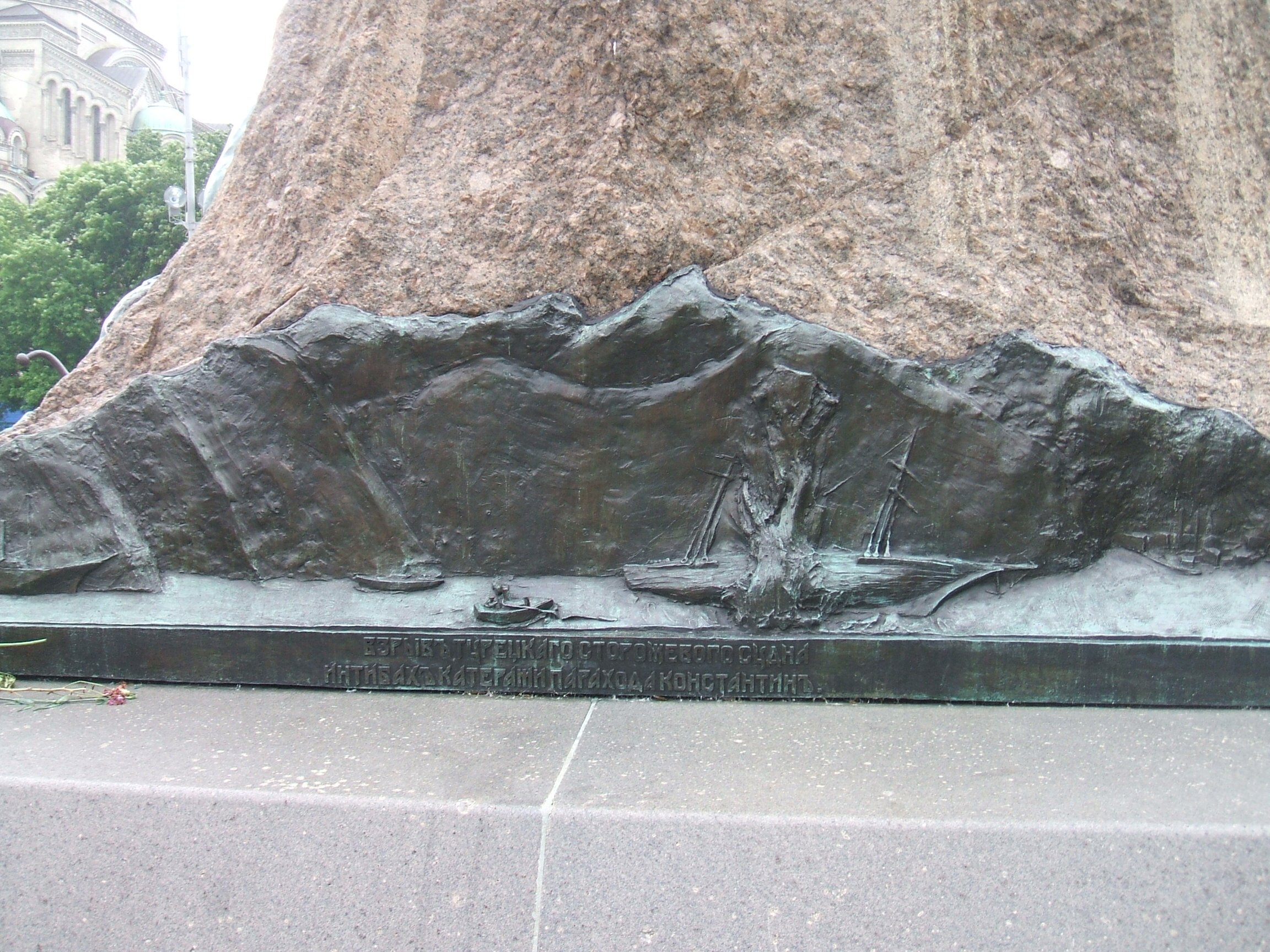
Торпедная атака
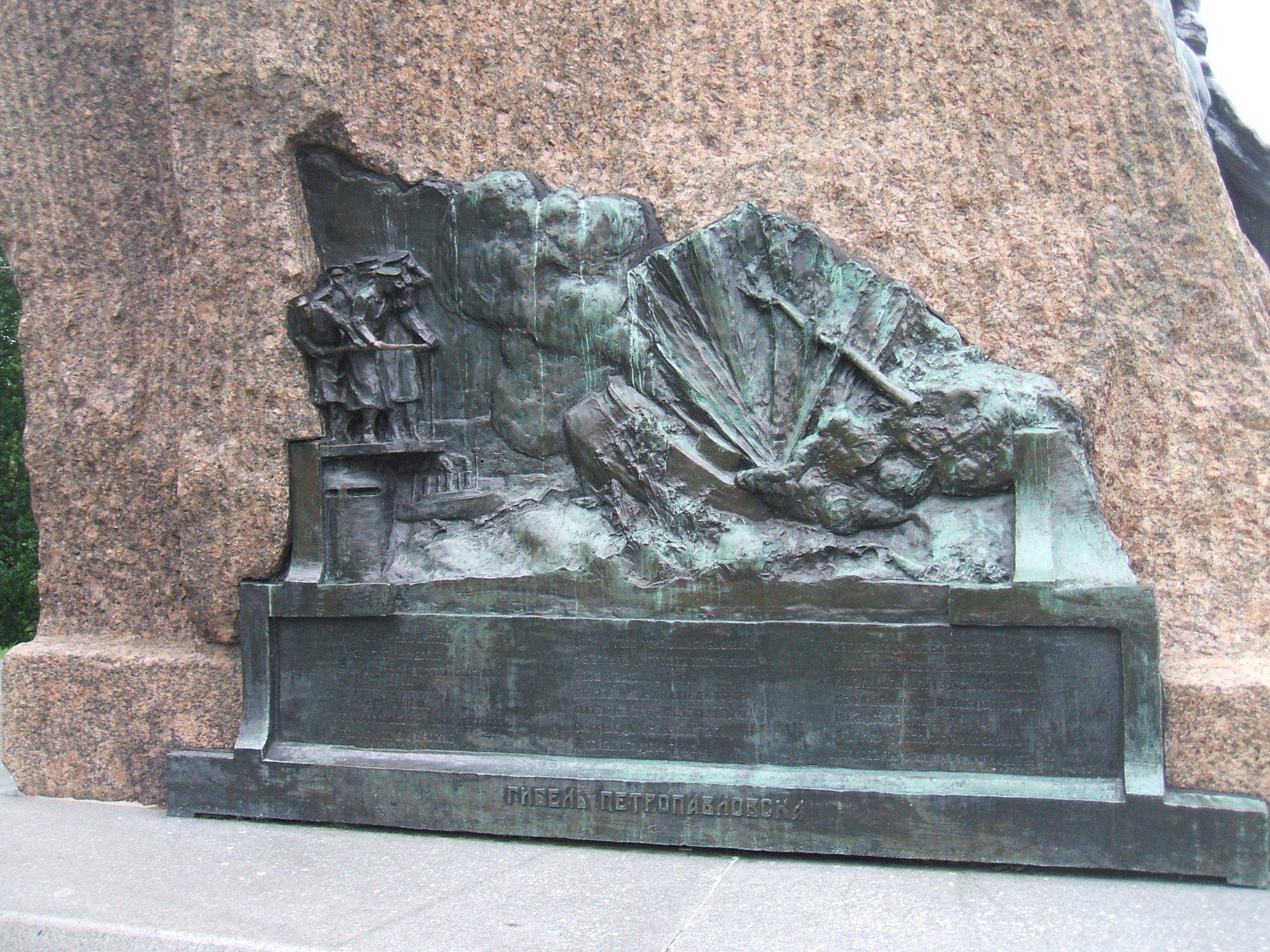
Гибель «Петропавловска»